# Смирнова, Елена Александровна
Еле́на Алекса́ндровна Смирно́ва (6 (18) мая 1888, Санкт-Петербург — 15 января 1934, Буэнос-Айрес) — артистка балета и педагог, солистка Мариинского театра в 1906—1920 годах; с 1920 года — в эмиграции. Супруга танцовщика и балетмейстера Бориса Романова (1891—1957).

## Биография
Училась в Императорском театральном училище, где среди её педагогов были Павел Гердт и Михаил Фокин. Начала танцевать в спектаклях Мариинского театра ещё в годы учёбы: так, в 1900 году, в возрасте 12 лет, участвовала в номере «Ману» в балете «Баядерка». Свою первую значительную роль, партию Гименея получила в спектакле училища, балете Кадлеца «Ацис и Галатея» (1905, балетмейстерский дебют Михаила Фокина); её выступление было положительно оценено балетными критиками. В том же году Фокин поставил для неё и Георгия Розая польку с мячиком на музыку «Польки-пиццикато» Иоганна и Йозефа Штраусов. Окончила училище в 1906 году. В выпускном спектакле исполнила партию Титании в балете «Сон в летнюю ночь» и номер на музыку Ф. Шопена «Полёт бабочек» (вместе с Вацлавом Нижинским). После выпуска была принята в балетную труппу Мариинского театра, в которой состояла по 1920 год.
Зачисленная в кордебалет, артистка постепенно начала получать небольшие сольные партии. Так, в 1907 году она танцевала с Вацлавом Нижинским вставное pas de deux в балете «Тщетная предосторожность» — в рецензии от 24 сентября критик Валериан Светлов назвал её исполнение «удовлетворительным». В целом, критики хвалили Смирнову за хорошую технику и точность в исполнении движений, но отмечали, что эти движения не создавали целостного танца, а оставались собственно набором упражнений; критиковали тяжеловесность, отсутствие кантилены. Балетовед В. М. Красовская так описывала исполнение Смирновой: 

Танец её представлял собой череду безупречно выполненных движений, подчёркнутая законченность которых нарушала мелодическую связь целого. При высоком прыжке, позволявшем Смирновой соревноваться с Нижинским, её танцу была чужда воздушность. Самые позы были как бы не предвестьем танца, а его итогом. Линии арабеска Павловой устремлялись в бесконечность, истаивали в полёте, арабеск Смирновой отливал законченностью бронзы и утверждал себя на земле.— В. М. Красовская
.
Артистка часто гастролировала, выступая как в России, так и за рубежом. В 1908 году приняла участие в большой гастрольной поездке, организованной балериной Юлией Седовой по городам России (были даны выступления в Харькове, Ярославле, Баку, Тифлисе, Ростове-на-Дону и Одессе). В 1909 году приняла участие в первом сезоне дягилевских «Русских балетов» в Париже, выступив в «Половецких плясках» из оперы «Князь Игорь» (эта балетная сцена в хореографии Михаила Фокина и оформлении Николая Рериха стала одним из наиболее ярких моментов сезона). В июне-июле 1910 года участвовала в гастролях в Лондоне и Нью-Йорке, организованных танцовщиком Большого театра Фёдором Козловым.
В конце 1910 на два месяца была командирована Дирекцией Императорских театров в Большой театр, где выступала в главных ролях в спектаклях «Спящая красавица», «Конёк-Горбунок», «Тщетная предосторожность», «Баядерка» (в роли Гамзатти), но успеха не имела.
9 октября 1911 года Смирнова исполнила свою первую балеринскую партию в Мариинском театре — Сванильду в «Коппелии». Критики были вынуждены признать, что у театра появилась новая балерина, хотя и последняя в ряду. 22 апреля 1912 года исполнила роль Китри в «Дон Кихоте». Эта роль была одобрительно принята и публикой, и критикой — здесь совпали требования к характеру героини и собственная фактура балерины: излишний апломб, некоторая угловатость, которые в других ролях смотрелись как недостаток, здесь работали на образ. По мнению В. М. Красовской, «Дон Кихот» стал лучшим балетом балерины.
В этот же период Смирнова снялась в Берлине в немом чёрно-белом кинофильме «Роман балерины». Она удивила многих самостоятельным исполнением трюков, к примеру, спускалась по верёвке с 5 этажа. Закрытый просмотр фильма состоялся в Санкт-Петербурге 25 апреля 1913 года.
21 апреля 1914 года выступила в партии принцессы Авроры в «Спящей красавице». Эта роль считалась особенно удачной, так как образ был создан средствами совершенного классического танца. 22 ноября 1915 года исполняла партию Одетты-Одиллии в «Лебедином озере»: тогда как в роли Одиллии был полный успех, её Одетта была раскритикована — видимо, балерине не подходили лирико-поэтичные образы.
В 1916 году Елена Смирнова участвовала в первых гастролях Мариинского театра в Японии. 2 февраля 1916 года 5 человек из труппы Мариинского театра — со Смирновой и Борисом Романовым поехали танцовщица Облакова, пианист Ван Брух и костюмерша Бохинова — выехали из Петербурга на гастроли по Сибири, Маньчжурии и Японии. В Токио дневные концерты состоялись 16, 17, 18 июня 1916 года на престижной сцене Императорского театра «Тэйкоку Гэкидзё». Это был первый раз, когда японцы увидели и услышали балетную музыку Чайковского
После революции, в течение двух сезонов 1918/19 и 1919/20 годов, Смирнова оставалась единственной танцовщицей ГАТОБа (бывшего Мариинского театра), носящей высшее звание балерины. В 1919 году участвовала в премьере балета Александра Чекрыгина «Роман бутона розы», исполнив партию Розы. Последнее её выступление в театре состоялось 8 февраля 1920 года, после чего Смирнова эмигрировала из Советской России.

### В эмиграции
С 1922 по 1926 год вместе со своим мужем Борисом Романовым руководила в Берлине «Русским романтическим театром», исполняла главные партии в спектаклях труппы. В 1928 году супруги переехали в Буэнос-Айрес (Аргентина), где Борис Романов стал балетмейстером в театре «Колон», а Елена Смирнова занялась педагогической деятельностью, возглавив новосозданное отделение танца в Национальной консерватории.
Умерла в Буэнос-Айресе 15 января 1934 года.

## Репертуар

#### Мариинский театр
Танцевала много ведущих партий:
«Пахита», «Ручей»,
- 9 октября 1911 — Сванильда, «Коппелия» Л. Делиба хореография Э. Чекетти и Л. И. Иванова по балету М. Петипа
- 22 апреля 1912 — Китри, «Дон Кихот» Л. Минкуса, хореография А. А. Горского
- 21 апреля 1914 — Аврора, «Спящая красавица» П. И. Чайковского, хореография М. Петипа
- Медора, «Корсар» А. Адана, хореография М. Петипа (возобновление 22 декабря 1914).
- 22 ноября 1915 года — Одетта и Одиллия, «Лебединое озеро» П. И. Чайковского, хореография А. А. Горского
- Аспиччия, «Дочь фараона» Ц. Пуни, хореография М. Петипа
- Раймонда, «Раймонда» А. К. Глазунова, хореография М. Петипа
- Изора, «Синяя Борода» П. П. Шенка, хореография М. Петипа
- Гамзатти; Никия, «Баядерка» Л. Минкуса, хореография М. Петипа
- Нирити, «Талисман» Р. Дриго, хореография М. Петипа, возобновление Н. Г. Легата
- Царь-девица, «Конёк-Горбунок» Ц. Пуни, хореография А. А. Горского по балету М. Петипа
- Лиза, «Волшебная флейта» Р. Дриго, хореография Л. И. Иванова
- Армида, «Павильон Армиды» Н. Н. Черепнина, хореография М. М. Фокина
- 1918 — Эсмеральда, «Эсмеральда» Ц. Пуни, хореография М. Петипа (возобновление)
- 1919 — Роза, «Роман бутона розы» Р. Дриго, балетмейстер А. А. Чекрыгин (первая исполнительница)

#### Русские сезоны
- «Половецкие пляски» из оперы А. П. Бородина «Князь Игорь», хореография М. М. Фокина

#### Русский романтический театр
- Коломбина, «Карнавал» на музыку Р. Шумана, хореография М. М. Фокина
- Мерседес, «Дон Кихот»
- Жизель, «Жизель»
- «Андалузиана», хореография Б. Г. Романова